# Rajnath Singh
Rajnath Singh (født 10. juli 1951) er en indisk politiker, der tjener som Indiens forsvarsminister. Han er den tidligere præsident for Bharatiya Janata Party. Han har tidligere fungeret som Chief Minister for Uttar Pradesh og som kabinetminister i Vajpayee-regeringen. Han var indenrigsminister i det første Modi-ministerium. Han har også fungeret som præsident for BJP to gange, dvs. 2005 til 2009 og 2013 til 2014. Han er en veteranleder for BJP, der startede sin karriere som RSS Swayamsevak. Han er en fortaler for partiets Hindutva-ideologi.
Han har været parlamentsmedlem, Lok Sabha to gange fra Lucknow (Lok Sabha valgkreds) og en gang fra Ghaziabad (Lok Sabha valgkreds). Han var også aktiv i statspolitik og forblev MLA fra Haidergarh (forsamlingskreds) to gange som Chief Minister.